# Модель IS-LM-BP
Модель IS-LM-BP (также BoP), или Манделла — Флеминга, — макроэкономическая модель, являющаяся расширением модели IS-LM. Если IS-LM моделирует автаркию, то есть закрытую экономику, то IS-LM-BP описывает малую открытую экономику. Экономика считается малой, если изменение её внутренней процентной ставки не влечёт изменения общемировой. Независимо сформулирована Робертом Манделлом и Маркусом Флемингом. Манделл, в частности, писал, что его модель подходит для Швейцарии, Бельгии и подобных им стран.
IS-LM-BP отражает краткосрочную взаимосвязь между номинальным обменным курсом, внутренней ставкой процента, совокупным выпуском (IS-LM игнорирует обменный курс). Модель Манделла — Флеминга использовалась для обоснования гипотезы о невозможной троице. Гипотеза гласит, что одновременное наличие фиксированного обменного курса, свободного движения капитала и независимой монетарной политики невозможно — правительство может одновременно осуществлять лишь две политики из трёх.

## Модель

### Допущения
- Спот-курс и форвардный курс идентичны. Ожидается, что курсы будут неизменны в течение неопределённого периода.
- Фиксированный уровень номинальной заработной платы, имеются свободные ресурсы, отдача от масштаба постоянна. Следовательно, внутренний уровень цен постоянен, а внутреннее предложение — эластично.
- Налоги и сбережения монотонно возрастают по уровню дохода.
- Торговый баланс зависит только от доходов и обменного курса.
- Капитал совершенно мобилен, все ценные бумаги являются совершенными субститутами. Все инвесторы нейтральны к риску. Следовательно, спрос на деньги зависит только от дохода и процентной ставки. Инвестиции зависят от процентной ставки.
- Изменение внутренней процентной ставки не влияет на общемировую[1].

### Переменные
- Y — ВВП;
- C — потребление;
- I — инвестиции;
- G — государственные расходы (экзогенная переменная);
- NX — чистый экспорт;
- M — номинальное предложение денег;
- P — уровень цен;
- L — реальный спрос на деньги (предпочтение ликвидности);
- i — номинальная ставка процента;
- T — налоги;
- BP — профицит платёжного баланса;
- CA — профицит счёта текущих операций;
- KA — профицит счёта движения капиталов.

### Уравнения
Кривая IS:
{\displaystyle Y=C+I+G+NX\,}.
Кривая LM:
{\displaystyle {\frac {M}{P}}=L(i,Y)}.
Кривая BP (англ. balance of payments, платёжный баланс):
{\displaystyle BP=CA+KA\,}.